# وقف التنفيذ (رواية)
وقف التنفيذ هي الجزء الثاني من ثلاثية "دروب الحرية" للفيلسوف والكاتب الفرنسي جان بول سارتر. صدرت الرواية في فترة ما قبل الحرب العالمية الثانية وتجسد من خلالها نظرة سارتر الفلسفية حول الحرية والوجود والالتزام. تعتبر هذه الرواية استمرارًا للجزء الأول "سن الرشد" حيث نتابع شخصيات الرواية في مرحلة جديدة من حياتهم لكن ضمن سياق تاريخي أكثر تعقيدًا وخطورة وهو اقتراب اندلاع الحرب العالمية الثانية. العنوان ذاته "وقف التنفيذ" يوحي بحالة من الترقب والجمود المؤقت تلك اللحظة التي تسبق القرار المصيري سواء على المستوى الفردي أو الجمعي.

## المؤلف
ولد جان بول سارتر سنة 1905 في فرنسا ويعدّ أحد أبرز المفكرين في القرن العشرين. كان فيلسوفًا وروائيًا وكاتبًا مسرحيًا كما أنه مؤسس الفكر الوجودي الحديث. عاش سارتر حياة فكرية ملتزمة وكتب عن الحرية والوجود والقلق والمسؤولية الفردية. حصل على جائزة نوبل للآداب سنة 1964 لكنه رفضها معتبرًا أن الجوائز الرسمية تحد من حرية الكاتب واستقلاله. من أبرز أعماله إلى جانب ثلاثية "دروب الحرية" ورواية "الغثيان" ومسرحية "الأبواب المغلقة" وقد ترك تأثيرًا كبيرًا على الفلسفة والأدب والسياسة في القرن العشرين.

## السياق العام للرواية
تدور أحداث الرواية في أجواء مشحونة بالقلق والترقب في أوروبا أواخر ثلاثينيات القرن العشرين قبيل اندلاع الحرب العالمية الثانية. يسلّط سارتر الضوء على تلك اللحظة الزمنية الفاصلة التي يتوقف فيها كل شيء انتظارًا لما سيحدث. فالشخصيات والمجتمعات وحتى القرارات السياسية كلها تبدو وكأنها "معلقة" غير قادرة على الحسم أو الفعل وهو ما عبّر عنه العنوان ببلاغة شديدة : "وقف التنفيذ".

## ملخص الرواية
في هذا الجزء من الثلاثية نلتقي مجددًا بـ"ماتيو" بطل الجزء الأول الذي يعيش الآن في حالة من الحيرة الوجودية وقد أصبح عليه أن يتخذ قرارات تتعلق بمصيره الشخصي وموقفه السياسي. تدور أحداث الرواية على خلفية متوترة سياسيًا حيث تتصاعد نذر الحرب وتصبح حرية الأفراد مهددة. يقف ماتيو أمام اختبار حقيقي : هل يظل متفرجًا على مجريات الأحداث أم يتورط في الفعل السياسي والمقاومة؟
الرواية لا تسير وفق حبكة تقليدية بل تعتمد على تصوير داخلي عميق لحالات الوعي والتفكير عند الشخصيات. فالزمن الروائي بطيء يُظهر تردد الشخصيات وصراعاتها النفسية وتركز الأحداث على ما يجري داخل الإنسان أكثر من العالم الخارجي.

## المغزى الفلسفي للرواية
يستند سارتر في روايته إلى المفاهيم الوجودية التي اشتهر بها، وعلى رأسها الحرية الفردية. ففي نظره الإنسان حر بشكل مطلق لكنه في ذات الوقت مسؤول عن خياراته بشكل كامل. هذه الحرية قد تكون مرهقة لأنها تتطلب من الفرد أن يختار ويصنع هويته من خلال الفعل وليس من خلال التقاليد أو الأوامر.
رواية "وقف التنفيذ" تكشف هذه المعضلة الوجودية بوضوح. فالشخصيات حرة لكنها تجد صعوبة في اتخاذ قرار. إن "وقف التنفيذ" ليس فقط حالة سياسية بل هو حالة نفسية وجودية تعبّر عن العجز المؤقت أمام الاختيار والخوف من المسؤولية. كذلك تطرح الرواية سؤالًا محوريًا : هل يستطيع الإنسان أن يظل محايدًا في زمن الأزمات أم أن الحياد نفسه شكل من أشكال التواطؤ؟

## الشخصيات الرئيسية
- ماتيو : الشخصية المحورية وهو أستاذ فلسفة. يمثل الإنسان الوجودي الذي يعيش أزمة الاختيار والمسؤولية. يتحول في هذا الجزء من رجل متردد إلى شخص يبدأ في تحمل المسؤولية السياسية.
- مارسيل : صديق ماتيو وله دور مهم في تقديم منظور سياسي أكثر حدة. يمثل الصوت الواقعي الذي يدفع ماتيو لاتخاذ موقف.
- إيف : شخصية نسائية ترافق ماتيو تعكس التداخل بين العلاقات العاطفية والاختيارات الوجودية.
- الشخصيات الثانوية : يظهر العديد من الشخصيات الأخرى التي تقدم أطيافًا مختلفة من المواقف : من الانسحاب الكامل إلى الالتزام الثوري.

جميع هذه الشخصيات ليست مجرد أسماء بل تجسيد لحالات نفسية وفلسفية ولكل منها دور في بلورة الأسئلة الكبرى التي تطرحها الرواية.

## أسلوب الكتابة
يمزج سارتر بين اللغة الروائية التقليدية والطرح الفلسفي العميق. الأسلوب تأملي يركّز على الحوار الداخلي أكثر من الأحداث الخارجية ويعتمد على الوصف التفصيلي للحالة الشعورية لدى الشخصيات. الجمل غالبًا ما تكون طويلة وتحمل طبقات متعددة من المعنى.
ومع أن اللغة قد تبدو أحيانًا ثقيلة على القارئ العادي إلا أن سارتر يتمكن من جعل الفكرة الفلسفية جزءًا من نسيج السرد. كما يبرز استخدامه للمنولوج الداخلي والتقنيات الحداثية في بناء الرواية مما يقرّبها من الأدب النفسي دون أن يغيب البعد السياسي والاجتماعي.

## الجانب الرمزي
العنوان وحده يفتح الباب للتأويل : "وقف التنفيذ" يمكن فهمه كرمز لحالة الإنسان الذي يعلم أن النهاية قادمة لكنه لا يعرف متى أو كيف. إنه يمثل الإنسان العالق بين الحياة والموت بين الفعل واللا فعل بين الحرية والخوف. حتى اختيار توقيت الرواية عشية اندلاع الحرب يرمز لحالة الإنسانية التي ترى الكارثة قادمة لكنها غير قادرة على منعها.

## نقد الرواية واستقبالها
عند صدورها أثارت الرواية إعجاب النقاد والمفكرين الذين رأوا فيها عملًا فلسفيًا أدبيًا فريدًا. فقد استطاع سارتر أن يطرح قضايا فكرية معقدة بلغة روائية جذابة. أشاد بها القراء الذين يبحثون عن الأدب الذي يتجاوز التسلية ويخوض في عمق الوجود الإنساني.
لكن في المقابل اعتبر البعض أن الرواية بطيئة الإيقاع ومثقلة بالفكر وقد تكون صعبة الفهم على من لم يقرأ الجزء الأول. كما رأى البعض أن الجانب الروائي فيها أقل من الجانب الفلسفي مما يجعلها أقرب إلى الأطروحة منها إلى الرواية.
ورغم هذه الانتقادات لا شك أن "وقف التنفيذ" تعد من بين أبرز أعمال الأدب الفلسفي في القرن العشرين وتستحق أن تُقرأ بتركيز وتأمل.

## أهمية الرواية
تمثل هذه الرواية نقطة تحول في فكر سارتر. ففي حين ركز في أعماله الأولى مثل "الغثيان" على القلق الفردي فإن "وقف التنفيذ" تشير إلى انتقاله نحو الوعي الجماعي وإلى رغبته في ربط الفلسفة بالفعل السياسي.
هذا التحول يتجلى في استعداد الشخصيات للتخلي عن تأملها الذاتي والدخول في المجال العام. إن الأمر لا يتعلق فقط بالحرية الفردية بل بالالتزام تجاه الآخرين والمجتمع. وهي المرحلة التي مهّدت لاحقًا لمواقف سارتر السياسية خلال الحرب وبعدها.

## مقارنة مع الجزء الأول والثالث
- في "سن الرشد" كنا أمام ماتيو المتردد الباحث عن معنى لحياته الرافض للالتزام.
- في "وقف التنفيذ" نرى بداية التحول حيث يجد نفسه أمام لحظة تاريخية تفرض عليه موقفًا.
- أما في "الموت في النفس" الجزء الثالث فإن الالتزام يصبح أمرًا حتميًا ويتحول الأبطال إلى فاعلين سياسيين.

وهكذا تشكل الثلاثية مسار تطور الوعي الإنساني عند سارتر : من الفردانية إلى الالتزام الجماعي.